# Quỹ quốc gia hỗ trợ dân chủ

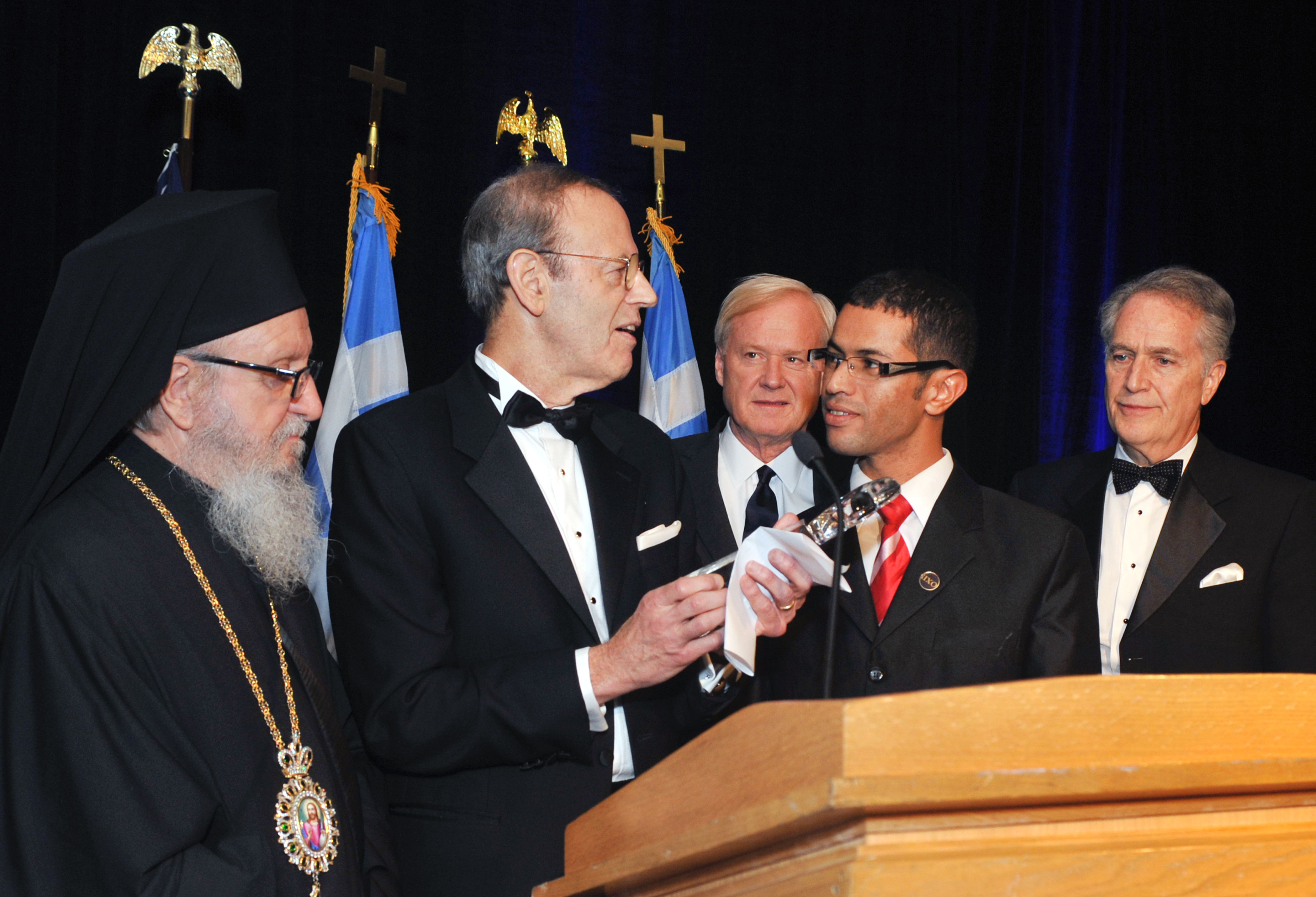
Chủ tịch Quỹ quốc gia hỗ trợ dân chủ, Carl Gershman (thứ hai từ bên trái), trao giải thưởng cho một lãnh tụ Tunisia của Mùa xuân Ả Rập vào tháng 11 năm 2011.

Quỹ quốc gia hỗ trợ dân chủ (National Endowment for Democracy (NED)) là một tổ chức phi chính phủ của Hoa Kỳ. NED được thành lập năm 1983 với mục đích công bố là để hỗ trợ dân chủ ở hải ngoại. Nó được tạo ra bởi Chương trình Dân chủ như một tổ chức tư nhân phi lợi nhuận được 2 đảng lớn Hoa Kỳ ủng hộ, và nó lại đóng vai trò như một quỹ tài trợ . Chủ tịch hiện tại là Carl Gashman. Ngân sách hoạt động do Quốc hội Hoa Kỳ cung cấp từ ngân quỹ nhà nước Hoa Kỳ. Ngoài chương trình tài trợ của nó, NED cũng hỗ trợ và là trụ sở của tạp chí Journal of Democracy, Phong trào thế giới vì Dân chủ, Diễn đàn Quốc tế Nghiên cứu Dân chủ, chương trình học bổng Reagan-Fascell, Mạng lưới các Viện Nghiên cứu Dân chủ, và Trung tâm Hỗ trợ Truyền thông Quốc tế.
Quốc hội Hoa Kỳ tạo nên NED như là một tổ chức bán chính phủ của chính sách đối ngoại của Hoa Kỳ. Mặc dù được chính phủ tài trợ tài chính, nó về pháp lý lại là một tổ chức tư nhân, phi vụ lợi. Điều này tạo điều kiện cho nhà nước có thể cung cấp tài chính cho các tổ chức nước ngoài.

## Tài chính
Các khoản tài trợ hàng năm từ ngân sách Hoa Kỳ là một phần của ngân sách của Bộ Ngoại giao. Trong tài chính năm 2010, số tiền đó là 118 triệu USD.
Những tổ chức chính nhận tiền từ NED là bốn tổ chức liên quan chặt chẽ với quỹ này, đã tham gia ngay từ khi nó được thành lập:
- Trung tâm Doanh nghiệp Tư nhân Quốc tế (CIPE) có quan hệ với Phòng Thương mại Hoa Kỳ (United States Chamber of Commerce).
- Trung tâm Hoa Kỳ vì Đoàn kết Quốc tế Lao động (ACILS) có quan hệ với Liên minh Công đoàn Hoa Kỳ (AFL-CIO).
- Viện Dân chủ Quốc gia cho vấn đề quốc tế (NDI) có quan hệ với Đảng Dân chủ.
- Viện Cộng hòa Quốc tế (IRI) có quan hệ với Đảng Cộng hòa[2]

## Hoạt động của quỹ
NED hỗ trợ hơn 1.000 dự án được các tổ chức phi chính phủ thực hiện với mục tiêu dân chủ ở hơn 90 quốc gia. Việc này bao gồm sự hỗ trợ của các đảng chính trị và các nhóm và mạng lưới quốc tế của họ, giúp xây dựng cấu trúc dân chủ như tư vấn về tổ chức các cuộc bầu cử, hỗ trợ các câu lạc bộ và hiệp hội xã hội dân sự, huấn luyện doanh nghiệp và thành viên công đoàn, hỗ trợ cho các phương tiện truyền thông độc lập, và những tổ chức khác.